# Sayn-Wittgenstein-Sayn
Sayn-Wittgenstein-Sayn fou un comtat del Sacre Imperi Romanogermànic a Renània-Palatinat, format principalment per terres de la comarca de Sayn. Es va crear per partició de Sayn-Wittgenstein el 1607, però fins al 1608 no va adquirir realment el comtat de Sayn amb la mort de la comtessa de Sayn, Anna Elisabet.
A la mort del comte Guillem III es va obrir un problema successori doncs la successió no estava clara i això va portar a l'ocupació temporal per l'arquebisbat de Colònia el 1636. A la pau de Westfàlia del 1648 que va posar fi a la Guerra dels Trenta Anys es va decidir que el comtat passaria a les germanes Ernestina i Joaneta, sota regència de la seva mare Lluïsa Juliana. Les dues germanes es van repartir el territori formant les branques Sayn-Wittgenstein-Sayn-Altenkirchen i Sayn-Wittgenstein-Hachenburg

## Comte de Sayn-Wittgenstein-Sayn (1607–1623)
- Guillem III (1607–23)
- Ernest 1623-1632
- Lluís 1632-1636
- Ocupació de Colònia 1636-1648